# Friedrich Magnus II. (Solms-Laubach)
Friedrich Magnus II. zu Solms-Laubach (* 21. November 1711 in Wetzlar; † 17. August 1738 in Laubach) war ein regierender Reichsgraf zu Solms-Laubach.

## Leben
Friedrich Magnus war zweitgeborener Sohn des Grafen, Reichshofrats, evangelischen Reichskammergerichtspräsidenten und kaiserlichen Geheimen Rats Friedrich Ernst zu Solms-Laubach (1671–1723) und der Friederike Charlotte Gräfin zu Stolberg-Gedern (1686–1729), Schwester des 1742 in den Fürstenstand erhobenen Grafen Friedrich Carl zu Stolberg-Gedern.
Friedrich Magnus II. war Büchernarr, der schon als Kind sein Taschengeld dafür ausgab und sogar ein „Büchertagebuch“ führte.
Er starb 1738 an Gallenfieber.